# Claye-Souilly
 Claye-Souilly  es una población y comuna francesa, en la región de Isla de Francia, departamento de Sena y Marne, en el distrito de Torcy y cantón de Claye-Souilly.

## Demografía

### Censo de 2012
El censo de 2012 libró en Claye-Souilly una población total de 11.304 habitantes.

### Evolución de la población (1793-2006)
| 810 | 878 | 941 | 976 | 1 108 | 1 132 | 1 499 | 1 495 | 1 449 | 1 487 | 1 607 | 1 752 | 1 684 | 1 667 | 1 902 | 1 880 | 1 936 | 1 939 | 1 851 | 1 828 | 1 919 | 1 826 | 1 994 | 2 129 | 2 030 | 2 043 | 2 456 | 3 220 | 4 363 | 5 735 | 8 152 | 9 740 | 10 118 | 11 086 |
| Para los censos de 1962 a 1999 la población legal corresponde a la población sin duplicidades (Fuente: INSEE [Consultar]) |     |     |     |       |       |       |       |       |       |       |       |       |       |       |       |       |       |       |       |       |       |       |       |       |       |       |       |       |       |       |       |        |        |